# Grand Prix Włoch 1960
Grand Prix Włoch 1960 (oryg. Gran Premio d’Italia), Grand Prix Europy 1960 – 9. runda Mistrzostw Świata Formuły 1 w sezonie 1960, która odbyła się 4 września 1960 po raz 11. na torze Autodromo Nazionale Monza.
31. Grand Prix Włoch, 11. zaliczane do Mistrzostw Świata Formuły 1.

## Wyniki

### Kwalifikacje
Źródło: statsf1.com
| P  | Nr | Kierowca           | Konstruktor(-silnik) | Opony | Czas   | Odstęp | Strata |
| -- | -- | ------------------ | -------------------- | ----- | ------ | ------ | ------ |
| 1  | 20 | Phil Hill          | Ferrari              | D     | 2:41,4 | –      | –      |
| 2  | 18 | Richie Ginther     | Ferrari              | D     | 2:43,3 | +1,9   | +1,9   |
| 3  | 16 | Willy Mairesse     | Ferrari              | D     | 2:43,9 | +0,6   | +2,5   |
| 4  | 2  | Giulio Cabianca    | Cooper-Castellotti   | D     | 2:49,3 | +5,4   | +7,9   |
| 5  | 36 | Giorgio Scarlatti  | Cooper-Maserati      | D     | 2:49,7 | +0,4   | +8,3   |
| 6  | 22 | Wolfgang von Trips | Ferrari              | D     | 2:51,9 | +2,2   | +10,5  |
| 7  | 6  | Brian Naylor       | JBW-Maserati         | D     | 2:52,4 | +0,5   | +11,0  |
| 8  | 4  | Gino Munaron       | Cooper-Castellotti   | D     | 2:53,1 | +0,7   | +11,7  |
| 9  | 34 | Alfonso Thiele     | Cooper-Maserati      | D     | 2:56,6 | +3,5   | +15,2  |
| 10 | 26 | Hans Herrmann      | Porsche              | D     | 2:58,3 | +1,7   | +16,9  |
| 11 | 8  | Arthur Owen        | Cooper-Climax        | D     | 3:01,5 | +3,2   | +20,1  |
| 12 | 24 | Edgar Barth        | Porsche              | D     | 3:02,1 | +0,6   | +20,7  |
| 13 | 10 | Wolfgang Seidel    | Cooper-Climax        | D     | 3:07,0 | +4,9   | +25,6  |
| 14 | 28 | Fred Gamble        | Behra-Porsche        | D     | 3:10,6 | +3,6   | +29,2  |
| 15 | 12 | Piero Drogo        | Cooper-Climax        | D     | 3:11,9 | +1,3   | +30,5  |
| 16 | 30 | Vic Wilson         | Cooper-Climax        | D     | 3:16,5 | +4,6   | +35,1  |
| P  | Nr | Kierowca           | Konstruktor(-silnik) | Opony | Czas   | Odstęp | Strata |

### Wyścig
Źródła: statsf1.com
| P                                                     | + / –     | Nr | Kierowca           | Konstruktor        | Opony | Okr. | Czas / Strata | Komentarz       |
| ----------------------------------------------------- | --------- | -- | ------------------ | ------------------ | ----- | ---- | ------------- | --------------- |
| 1                                                     | Bez zmian | 20 | Phil Hill          | Ferrari            | D     | 50   | 2:21:09,2     |                 |
| 2                                                     | Bez zmian | 18 | Richie Ginther     | Ferrari            | D     | 50   | +2:27,6       |                 |
| 3                                                     | Bez zmian | 16 | Willy Mairesse     | Ferrari            | D     | 49   | +1 okr.       |                 |
| 4                                                     | Bez zmian | 2  | Giulio Cabianca    | Cooper-Castellotti | D     | 48   | +2 okr.       |                 |
| 5                                                     | 1         | 22 | Wolfgang von Trips | Ferrari            | D     | 48   | +2 okr.       |                 |
| 6                                                     | 4         | 26 | Hans Herrmann      | Porsche            | D     | 47   | +3 okr.       |                 |
| 7                                                     | 5         | 24 | Edgar Barth        | Porsche            | D     | 47   | +3 okr.       |                 |
| 8                                                     | 7         | 12 | Piero Drogo        | Cooper-Climax      | D     | 45   | +5 okr.       |                 |
| 9                                                     | 4         | 10 | Wolfgang Seidel    | Cooper-Climax      | D     | 44   | +6 okr.       |                 |
| 10                                                    | 4         | 28 | Fred Gamble        | Behra-Porsche      | D     | 41   | +9 okr.       |                 |
| Niesklasyfikowani                                     |           |    |                    |                    |       |      |               |                 |
|                                                       |           | 6  | Brian Naylor       | JBW-Maserati       | D     | 41   | +9 okr.       | skrzynia biegów |
|                                                       |           | 34 | Alfonso Thiele     | Cooper-Maserati    | D     | 32   | +18 okr.      | skrzynia biegów |
|                                                       |           | 4  | Gino Munaron       | Cooper-Castellotti | D     | 27   | +23 okr.      | olej            |
|                                                       |           | 36 | Giorgio Scarlatti  | Cooper-Maserati    | D     | 26   | +24 okr.      | przepustnica    |
|                                                       |           | 30 | Vic Wilson         | Cooper-Climax      | D     | 23   | +27 okr.      | pompa olejowa   |
|                                                       |           | 8  | Arthur Owen        | Cooper-Climax      | D     | 0    | +50 okr.      | wypadek         |
| Nie wystartowali / niedopuszczeni do ponownego startu |           |    |                    |                    |       |      |               |                 |
|                                                       |           | 14 | Horace Gould       | Maserati           | D     | 0    |               | olej            |
| P                                                     | + / –     | Nr | Kierowca           | Konstruktor        | Opony | Okr. | Czas / Strata | Komentarz       |

### Najszybsze okrążenie
Źródło: statsf1.com
| Nr | Kierowca  | Konstruktor | Czas   | Okr. |
| -- | --------- | ----------- | ------ | ---- |
| 20 | Phil Hill | Ferrari     | 2:43,6 | 23   |

### Prowadzenie w wyścigu
Źródło: statsf1.com
| Nr                              | Kierowca       | Konstruktor | Okrążenia   | Suma |
| ------------------------------- | -------------- | ----------- | ----------- | ---- |
| 20                              | Phil Hill      | Ferrari     | 17, 26-50   | 26   |
| 18                              | Richie Ginther | Ferrari     | 1-16, 18-25 | 24   |
| \| Wykres \| \| ------ \| \| \| |                |             |             |      |
| Wykres                          |                |             |             |      |
|                                 |                |             |             |      |

## Klasyfikacja po wyścigu
Pierwsza szóstka otrzymywała punkty według klucza 8-6-4-3-2-1. Liczone było tylko 6 najlepszych wyścigów danego kierowcy. W przypadku współdzielonej jazdy, punktów nie przyznawano. W nawiasach podano wszystkie zebrane punkty, nie uwzględniając zasady najlepszych wyścigów.
Uwzględniono tylko kierowców, którzy zdobyli jakiekolwiek punkty
| P  | +/− | Kierowca           | Starty | Punkty | P1 | P2 | P3 | PP | NO | NS |
| -- | --- | ------------------ | ------ | ------ | -- | -- | -- | -- | -- | -- |
| 1  | 0   | Jack Brabham       | 7      | 40     | 5  | –  | –  | 3  | 2  | 2  |
| 2  | 0   | Bruce McLaren      | 7      | 33     | 1  | 3  | 1  | –  | 1  | 1  |
| 3  | +6  | Phil Hill          | 8      | 15     | 1  | –  | 1  | 1  | 2  | 2  |
| 4  | −1  | Innes Ireland      | 7      | 12     | –  | 1  | 1  | –  | 1  | 1  |
| 5  | −1  | Stirling Moss      | 4      | 11     | 1  | –  | 1  | 3  | 2  | 1  |
| 6  | −1  | Olivier Gendebien  | 4      | 10     | –  | 1  | 1  | –  | –  | –  |
| 7  | +1  | Wolfgang von Trips | 8      | 10     | –  | –  | –  | –  | –  | 1  |
| 8  | −2  | Jim Rathmann       | 1      | 8      | 1  | –  | –  | –  | 1  | –  |
| 9  | +12 | Richie Ginther     | 3      | 8      | –  | 1  | –  | –  | –  | –  |
| 10 | −3  | Jim Clark          | 5      | 8      | –  | –  | 1  | –  | –  | 1  |
| 11 | −1  | Tony Brooks        | 6      | 7      | –  | –  | –  | –  | –  | 3  |
| 12 | −1  | John Surtees       | 3      | 6      | –  | 1  | –  | 1  | 1  | 2  |
| 13 | −1  | Cliff Allison      | 1      | 6      | –  | 1  | –  | –  | –  | –  |
| 13 | −1  | Rodger Ward        | 1      | 6      | –  | 1  | –  | –  | –  | –  |
| 15 | −1  | Graham Hill        | 7      | 4      | –  | –  | 1  | –  | 1  | 5  |
| 16 | N   | Willy Mairesse     | 3      | 4      | –  | –  | 1  | –  | –  | 2  |
| 17 | −2  | Paul Goldsmith     | 1      | 4      | –  | –  | 1  | –  | –  | –  |
| 18 | −2  | Henry Taylor       | 3      | 3      | –  | –  | –  | –  | –  | –  |
| 19 | −2  | Don Branson        | 1      | 3      | –  | –  | –  | –  | –  | –  |
| 19 | N   | Giulio Cabianca    | 1      | 3      | –  | –  | –  | –  | –  | –  |
| 19 | −2  | Carlos Menditeguy  | 1      | 3      | –  | –  | –  | –  | –  | –  |
| 22 | −3  | Jo Bonnier         | 7      | 2      | –  | –  | –  | –  | –  | 5  |
| 23 | −3  | Johnny Thomson     | 1      | 2      | –  | –  | –  | –  | –  | –  |
| 24 | −2  | Lucien Bianchi     | 3      | 1      | –  | –  | –  | –  | –  | 2  |
| 25 | −2  | Ron Flockhart      | 1      | 1      | –  | –  | –  | –  | –  | –  |
| 25 | N   | Hans Herrmann      | 1      | 1      | –  | –  | –  | –  | –  | –  |
| 25 | −2  | Eddie Johnson      | 1      | 1      | –  | –  | –  | –  | –  | –  |
| P  | +/− | Kierowca           | Starty | Punkty | P1 | P2 | P3 | PP | NO | NS |

### Konstruktorzy
Tylko jeden, najwyżej uplasowany kierowca danego konstruktora, zdobywał dla niego punkty. Również do klasyfikacji zaliczano 6 najlepszych wyników.
| P                 | +/− | Konstruktor        | Starty | Punkty  | P1 | P2 | P3 | PP | NO | NS |
| ----------------- | --- | ------------------ | ------ | ------- | -- | -- | -- | -- | -- | -- |
| 1                 | 0   | Cooper-Climax      | 44     | 48 (54) | 6  | 4  | 4  | 4  | 4  | 17 |
| 2                 | 0   | Lotus-Climax       | 25     | 28 (29) | 1  | 2  | 2  | 3  | 3  | 9  |
| 3                 | 0   | Ferrari            | 24     | 26 (27) | 1  | 2  | 2  | 1  | 2  | 5  |
| 4                 | 0   | BRM                | 20     | 6       | –  | –  | 1  | –  | 1  | 15 |
| 5                 | 0   | Cooper-Maserati    | 14     | 3       | –  | –  | –  | –  | –  | 9  |
| 6                 | N   | Cooper-Castellotti | 4      | 3       | –  | –  | –  | –  | –  | 2  |
| 7                 | N   | Porsche            | 2      | 1       | –  | –  | –  | –  | –  | –  |
| Niesklasyfikowani |     |                    |        |         |    |    |    |    |    |    |
|                   |     | Behra-Porsche      | 2      | 0       | –  | –  | –  | –  | –  | –  |
|                   |     | Aston Martin       | 2      | 0       | –  | –  | –  | –  | –  | 1  |
|                   |     | Maserati           | 5      | 0       | –  | –  | –  | –  | –  | 3  |
|                   |     | JBW-Maserati       | 2      | 0       | –  | –  | –  | –  | –  | 1  |
|                   |     | Scarab             | 2      | 0       | –  | –  | –  | –  | –  | 2  |
|                   |     | Vanwall            | 1      | 0       | –  | –  | –  | –  | –  | 1  |
| P                 | +/− | Kierowca           | Starty | Punkty  | P1 | P2 | P3 | PP | NO | NS |